# Diego de Álava y Viamont

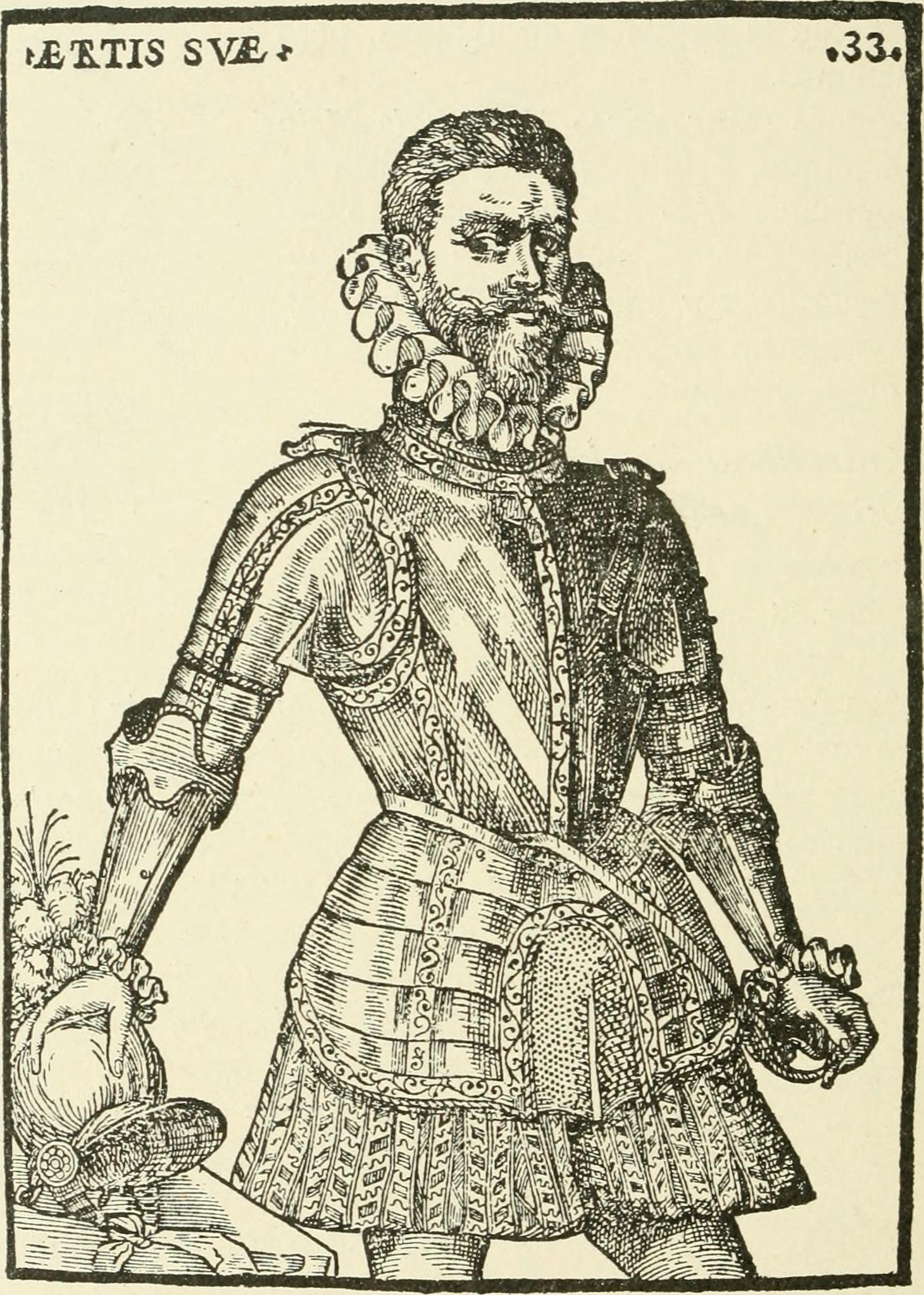
Diego de Álava y Víamont a los 33 años de edad. Ilustración de El perfecto capitán, Madrid, por Pedro Madrigal, 1590.

Diego de Álava y Viamont (Vitoria, c. 1555-Madrid, 12 de diciembre de 1596) fue un ingeniero y escritor militar español.

## Biografía
Diego fue paje del rey y, siendo gentilhombre de Cámara de Felipe II, comenzó a dar muestras de su afición a la carrera de las armas, donde su padre, Francisco de Álava, comendador de la Orden de Calatrava y capitán general, y su abuelo hicieron grandes servicios en Navarra en el cuerpo de artillería.
Fue alumno del célebre Jerónimo Muñoz, profesor de la Universidad de Salamanca, en cuya universidad se cultivó antes de ser militar, y como su profesor fue muy docto en temas artilleros, hizo que Diego adquiriera numerosos conocimientos.
Diego emprendió su carrera de armas en el cuerpo de artillería, y sus grandes conocimientos y su servicio en el cuerpo citado le permitieron escribir una obra que publicó en Madrid en el año 1590 y reimpresa en 1612 con el título El perfecto capitán instruido en la disciplina militar, y nueva ciencia de artillería.
Según el Diccionario militar de José Almirante, 1869 (reeditado en el 2002 por el M. de D. del R. de E.), en su obra citada explica un plan o proyecto suyo de ejército de reserva llamado batallón, de 8000 soldados, repartidos en 32 compañías de a 250 hombres, mandadas por un capitán, alférez, sargento, furriel y 10 conservadores de disciplina para tener a su cargo cada una de las 10 escuadrillas de a 25 hombres.
Según el Tratado de castramentación o arte de acampar de Vicente Ferraz, 1800, para seguridad y guardia de un campo de los tercios españoles, se tomaban precauciones según puede verse en la obra de Diego de Álava o en la Teoría y práctica de la guerra de Bernardino de Mendoza y en otros autores que tratan del cargo de maestre de campo general y de los sargentos mayores de los tercios.
Fue el primer artillero de España en publicar un tratado técnico, didáctico o[científico sobre el cuerpo de artillería, y corrigió y mejoró las teorías del célebre Nicolás Tartaglia.

## Obras
- El perfecto capitán instruido en la disciplina militar y nueva ciencia de la artillería, Ministerio de Defensa, 1994.